# Johan Cruyff Arena
Johan Cruyff Arena (tiếng Hà Lan: Johan Cruijff Arena [ˈjoːɦɑn ˈkrœyf aːˌreːnaː]; tên chính thức cách điệu là Johan Cruijff ArenA) là sân vận động chính tại thủ đô Amsterdam của Hà Lan. Đây là sân nhà của câu lạc bộ bóng đá AFC Ajax kể từ khi được khánh thành. Sân vận động này được xây dựng từ năm 1993 tới năm 1996 với kinh phí 140 triệu Euro, đây là sân vận động lớn nhất của nước này. Sân vận động trước đây được gọi là Amsterdam Arena (cách điệu là Amsterdam ArenA) cho đến mùa giải bóng đá 2018–19, khi sân được chính thức đổi tên để vinh danh cầu thủ bóng đá huyền thoại người Hà Lan Johan Cruyff đã qua đời vào tháng 3 năm 2016.
Sân là một trong những sân vận động được sử dụng trong Giải vô địch bóng đá châu Âu 2000, đồng thời đã tổ chức trận chung kết UEFA Champions League 1998 và trận chung kết Europa League 2013. Sân vận động cũng sẽ tổ chức ba trận đấu vòng bảng và một trận đấu vòng 16 đội ở Giải vô địch bóng đá châu Âu 2020, nhưng đã bị hoãn đến năm 2021.
Các nghệ sĩ quốc tế và Hà Lan đã tổ chức các buổi hòa nhạc trong sân vận động, bao gồm Coldplay, Take That, Celine Dion, Madonna, Michael Jackson, André Hazes, David Bowie, AC/DC, One Direction, The Rolling Stones, Beyoncé và Rihanna. Sự kiện khiêu vũ Sensation được tổ chức tại sân vận động hàng năm, cho đến lần cuối cùng vào năm 2017.
Sân vận động có mái che có thể thu vào kết hợp với một bề mặt cỏ. Sân có sức chứa 55.500 người trong các trận đấu bóng đá, và 68.000 người trong các buổi hòa nhạc nếu thiết lập sân khấu trung tâm được sử dụng (sân khấu ở giữa sân); đối với các buổi hòa nhạc ở giai đoạn cuối, sức chứa là 50.000 người và đối với các buổi hòa nhạc mà sân khấu nằm ở phía đông của sân vận động, sức chứa là 35.000 người. Sân giữ trạng thái sân vận động năm sao của UEFA, được thay thế bởi một hệ thống phân loại mới.

## Lịch sử
Amsterdam là một trong sáu thành phố đấu thầu làm chủ nhà của Thế vận hội Mùa hè 1992. Năm 1986, một sân vận động Olympic mới được thiết kế, với một sân bóng đá và một đường chạy điền kinh. Sân đã được xây dựng trong khu vực của Strandvliet ở Amsterdam-Zuidoost. Sau khi Amsterdam mất đấu thầu vào Barcelona vào tháng 10 năm 1986, kế hoạch cho sân vận động mới đã bị từ bỏ. Năm 1987, Stichting Amsterdam Sportstad (tiếng Anh: "Amsterdam Sports City Foundation") được thành lập, nơi đã lên kế hoạch mới cho một sân vận động thể thao với sức chứa tất cả 55.000 chỗ ngồi. Năm 1990, một thiết kế mới đã được thực hiện dựa trên cả hai thiết kế trước đó, với một sân bóng đá, một đường chạy điền kinh và được bao phủ hoàn toàn bởi một mái nhà. Vào thời điểm này, AFC Ajax cần một sân vận động mới, vì sân nhà trước đây của họ, De Meer, quá nhỏ so với hầu hết các trận đấu của Ajax. Trong nhiều năm, Ajax đã chuyển các trận đấu quan trọng của mình sang Sân vận động Olympic; trong thực tế, họ đã chơi tất cả các giải đấu châu Âu và các trận đấu ban đêm lớn vào giữa tuần tại Sân vận động Olympic.
Một lần nữa, thiết kế đã bị thay đổi - đường chạy điền kinh đã bị loại bỏ, sức chứa giảm xuống còn 50.000 chỗ ngồi và mái che cố định được thay thế bằng mái che có thể thu vào. Năm 1992, Chính quyền Amsterdam đã ủy quyền cho các kế hoạch cho sân vận động với một Transferium nơi mọi người có thể chuyển từ xe hơi của họ sang các hình thức giao thông công cộng khác nhau. Năm 1993, Chính quyền Amsterdam đã thay đổi kế hoạch phát triển của địa điểm và cấp giấy phép xây dựng sân vận động.
Cọc đầu tiên của móng sâu của sân vận động được đặt vào ngày 26 tháng 11 năm 1993. Công việc xây dựng được thực hiện bởi Ballast Nedam và Royal BAM Group, mất gần ba năm. Điểm cao nhất của tòa nhà đã đạt được vào ngày 24 tháng 2 năm 1995, sau khi việc xây dựng mái nhà được nâng lên. Đường tắt từ đường công cộng đến các cơ sở đỗ xe đã được mở vào ngày 13 tháng 3 năm 1996. Sân vận động đã đón 180.000 du khách trong quá trình xây dựng, cho đến khi sân vận động đóng cửa từ ngày 1 tháng 7 năm 1996 cho đến lễ khai mạc. Sân vận động được chính thức khai trương vào ngày 14 tháng 8 năm 1996 bởi Nữ hoàng Beatrix.
Nữ hoàng Beatrix đã mở sân vận động bằng cách làm một tấm màn rơi bên trong sân vận động. Điều này đã tiết lộ bức tranh lớn nhất thế giới De Zee (tiếng Anh: The Sea) có kích thước 80 x 126 mét (262 ft × 413 ft). Những con tàu hai chiều được đặt trên biển đại diện cho các câu lạc bộ trong Eredivisie. Trijntje Oosterhuis hát bài thánh ca "De Zee", sáng tác cho lễ khai mạc bởi John Ewbank. Một cuộc rước đuốc kéo dài tám ngày với 375 vận động viên chạy hơn 1400 km qua Hà Lan đã đến sân vận động. Người chạy đầu tiên là Johan Cruyff bắt đầu ở sân vận động De Meer cũ, và người chạy cuối cùng là Frank Rijkaard đến sân vận động mới. Sau khi cỏ được hé lộ và mái nhà mở ra, một trận bóng đá khai mạc đã được diễn ra giữa AFC Ajax và Milan.
Tina Turner đã mở sân vận động với ba buổi hòa nhạc với 160.000 người, từ chuyến lưu diễn Wildest Dreams Tour của cô.
Việc xây dựng sân vận động có giá tương đương 140 triệu Euro (tại thời điểm đó, tiền tệ của Hà Lan là guilder Hà Lan).
Sân vận động kết hợp một mái nhà có thể thu vào với một mặt cỏ. Điều này gây ra một số vấn đề ngay từ đầu: những cuộn cỏ sẽ không phát triển trong bóng râm của mái nhà mở và phải được thay thế tới bốn lần một năm.

### Cải tạo bên ngoài

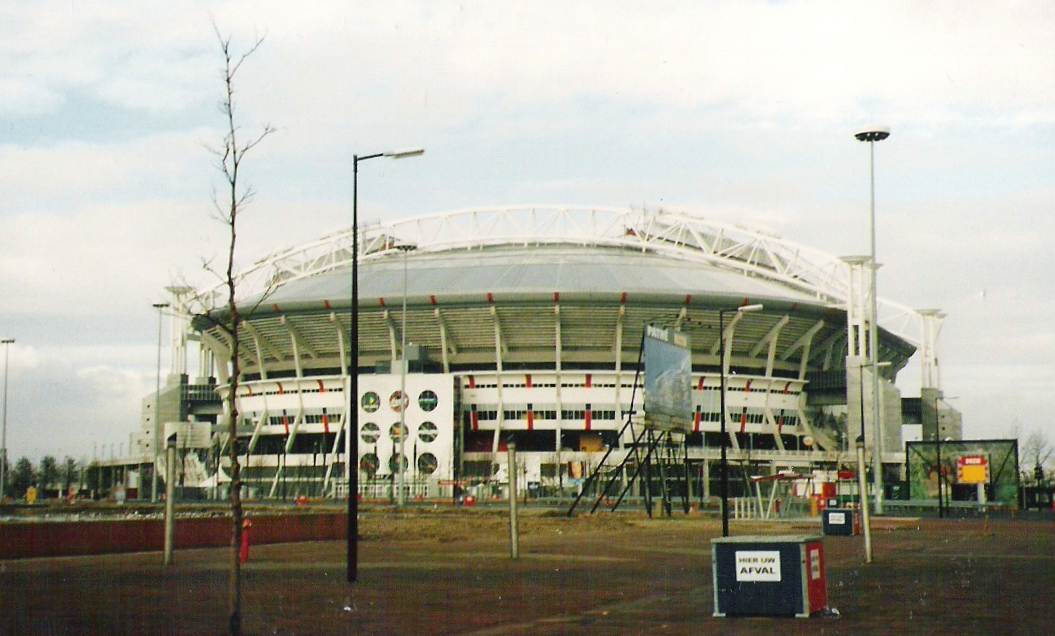
Arena từ bên ngoài (2000).

Vào tháng 9 năm 2015, các kế hoạch đã được trình bày để cải tạo mặt tiền của sân vận động. Việc cải tạo sẽ cung cấp chất lượng và dịch vụ tốt hơn cho du khách bằng cách mở rộng các vòng đi bộ xung quanh sân vận động, tạo thêm chỗ cho du khách và các cơ sở mới (số lượng chỗ ngồi được giữ nguyên). Kết quả là, mặt ngoài của sân vận động chuyển từ dạng lõm sang dạng lồi, làm thay đổi đáng kể diện mạo của nó. Việc cải tạo được lên kế hoạch hoàn thành vào năm 2020, khi 4 trận đấu của giải vô địch bóng đá châu Âu 2020 sẽ được diễn ra tại Arena.
Công trình khởi công vào tháng 6 năm 2017. Giai đoạn đầu tiên là cải tạo phía đông của sân vận động, nơi việc xây dựng mặt tiền mới đã được hoàn thành vào tháng 4 năm 2018.

### Thay đổi tên gọi

Logo cũ của sân vận động cho đến năm 2018

Vào ngày 25 tháng 4 năm 2017, có thông báo rằng Amsterdam Arena sẽ được đổi tên thành "Johan Cruijff Arena" để tưởng nhớ huyền thoại Johan Cruyff của Ajax. Cuối năm đó, vào ngày 9 tháng 8, có thông báo rằng việc đổi tên sẽ diễn ra vào ngày 25 tháng 10 năm 2017. Tuy nhiên, điều này đã bị hoãn lại vì ngày đó được chứng minh là không khả thi do có nhiều vấn đề cần phải giải quyết, chẳng hạn như thu xếp bồi thường cho việc mất thu nhập có thể xảy ra, chuyển nhượng một phần cổ phần từ thành phố Amsterdam sang Ajax và thảo luận với gia đình Cruyff.
Vào ngày 5 tháng 4 năm 2018, có thông báo rằng sân vận động sẽ chính thức đổi tên khi bắt đầu mùa giải bóng đá 2018–19. Logo mới của sân vận động được tiết lộ vào ngày 25 tháng 4 năm 2018, ngày sinh của Johan Cruyff. Theo người phát ngôn của gia đình Cruyff, cách viết gốc tiếng Hà Lan của tên ông (Cruijff) đã được chọn cho tên chính thức của sân vận động "để gần với Johan của Hà Lan". Mùa giải bóng đá 2018–19 bắt đầu vào tháng 8 năm 2018.

## Công trình và cơ sở vật chất
Kiến trúc sư ban đầu của sân vận động là Rob Schuurman (đến từ Hà Lan). Sức chứa toàn bộ của nó là 54.990 chỗ ngồi. Trước khi kết thúc mùa giải 2019-20, sức chứa sẽ được mở rộng lên khoảng 56.000 chỗ ngồi. Trong các buổi hòa nhạc, sân vận động có sức chứa tối đa 68.000 người. Sức chứa của Transferium là 500 xe (bên trong); có thêm 12.000 điểm bên ngoài.
Johan Cruyff Arena là một trong hai sân vận động ở Hà Lan được UEFA xếp hạng 4, còn lại là Sân vận động Feijenoord ở Rotterdam.
Bảo tàng Ajax nằm trong sân vận động, nơi trưng bày hơn 100 năm lịch sử của Ajax.
Ga tàu điện ngầm và tàu điện ngầm gần nhất là Amsterdam Bijlmer Arena. Các tuyến tàu điện ngầm 50 và 54 (Ga trung tâm Amsterdam và trung tâm thành phố) có điểm dừng tại đây.

## Một số sự kiện thể thao

### EURO 2000
Sân vận động Johan Cruyff Arena tổ chức 5 trận đấu tại Euro 2000, bao gồm 3 trận ở vòng bảng, 1 trận tứ kết và 1 trận bán kết.
| Ngày                | Giờ   | Đội        | Kết quả                    | Đội          | Vòng    | Khán giả |
| ------------------- | ----- | ---------- | -------------------------- | ------------ | ------- | -------- |
| 11 tháng 6 năm 2000 | 20:45 | Hà Lan     | 1 - 0                      | Cộng hòa Séc | Bảng D  | 50.800   |
| 18 tháng 6 năm 2000 | 18:00 | Slovenia   | 1 - 2                      | Tây Ban Nha  | Bảng C  | 51.300   |
| 21 tháng 6 năm 2000 | 20:45 | Pháp       | 2 - 3                      | Hà Lan       | Bảng D  | 50.000   |
| 24 tháng 6 năm 2000 | 18:00 | Thổ Nhĩ Kỳ | 0 - 2                      | Bồ Đào Nha   | Tứ kết  | 44.000   |
| 29 tháng 6 năm 2000 | 18:00 | Hà Lan     | 0 - 0 (h.p.) (1 - 3 ph.đ.) | Ý            | Bán kết | 51.300   |

### Vòng loại World Cup 2002
| Ngày               | Giờ   | Đội    | Kết quả | Đội              | Vòng   | Khán giả |
| ------------------ | ----- | ------ | ------- | ---------------- | ------ | -------- |
| 2 tháng 9 năm 2000 | 20:30 | Hà Lan | 2 - 2   | Cộng hòa Ireland | Bảng 2 | 55.865   |

### Vòng loại EURO 2004
| Ngày                 | GIờ   | Đội    | Kết quả | Đội      | Vòng     | Khán giả |
| -------------------- | ----- | ------ | ------- | -------- | -------- | -------- |
| 20 tháng 11 năm 2003 | 20:30 | Hà Lan | 6 - 0   | Scotland | Play-off | 55.865   |

### Vòng loại World Cup 2006
| Ngày                 | Giờ   | Đội    | Kết quả | Đội           | Vòng   | Khán giả |
| -------------------- | ----- | ------ | ------- | ------------- | ------ | -------- |
| 8 tháng 9 năm 2004   | 20:30 | Hà Lan | 2 - 0   | Cộng hòa Séc  | Bảng 1 | 48.488   |
| 13 tháng 10 năm 2004 | 20:30 | Hà Lan | 3 - 1   | Phần Lan      | Bảng 1 | 50.000   |
| 12 tháng 10 năm 2005 | 19:30 | Hà Lan | 0 - 0   | Bắc Macedonia | Bảng 1 | 50.000   |

### Vòng loại EURO 2008
| Ngày                 | Giờ   | Đội    | Kết quả | Đội      | Vòng   | Khán giả |
| -------------------- | ----- | ------ | ------- | -------- | ------ | -------- |
| 11 tháng 10 năm 2006 | 20:30 | Hà Lan | 2 - 1   | Albania  | Bảng G | 40.000   |
| 8 tháng 9 năm 2007   | 20:30 | Hà Lan | 2 - 0   | Bulgaria | Bảng G | 50.000   |

### Vòng loại World Cup 2010
| Ngày                | Giờ   | Đội    | Kết quả | Đội           | Vòng   | Khán giả |
| ------------------- | ----- | ------ | ------- | ------------- | ------ | -------- |
| 28 tháng 3 năm 2009 | 20:45 | Hà Lan | 3 - 0   | Scotland      | Bảng 9 | 50.000   |
| 1 tháng 4 năm 2009  | 20:45 | Hà Lan | 4 - 0   | Bắc Macedonia | Bảng 9 | 47.750   |

### Vòng loại EURO 2012
| Ngày                 | Giờ   | Đội    | Kết quả | Đội       | Vòng   | Khán giả |
| -------------------- | ----- | ------ | ------- | --------- | ------ | -------- |
| 12 tháng 10 năm 2010 | 20:30 | Hà Lan | 4 - 1   | Thụy Điển | Bảng E | 50.000   |
| 29 tháng 3 năm 2011  | 20:30 | Hà Lan | 5 - 3   | Hungary   | Bảng E | 51.775   |

### Vòng loại World Cup 2014
| Ngày                 | Giờ   | Đội    | Kết quả | Đội        | Vòng   | Khán giả |
| -------------------- | ----- | ------ | ------- | ---------- | ------ | -------- |
| 7 tháng 9 năm 2012   | 20:30 | Hà Lan | 2 - 0   | Thổ Nhĩ Kỳ | Bảng D | 49.500   |
| 22 tháng 3 năm 2013  | 20:30 | Hà Lan | 3 - 0   | Estonia    | Bảng D | 48.675   |
| 26 tháng 3 năm 2013  | 20:30 | Hà Lan | 4 - 0   | România    | Bảng D | 47.496   |
| 11 tháng 10 năm 2013 | 20:30 | Hà Lan | 8 - 1   | Hungary    | Bảng D | 52.027   |

### Vòng loại EURO 2016
| Ngày                 | Giờ   | Đội    | Kết quả | Đội          | Vòng   | Khán giả |
| -------------------- | ----- | ------ | ------- | ------------ | ------ | -------- |
| 10 tháng 10 năm 2014 | 20:45 | Hà Lan | 3 - 1   | Kazakhstan   | Bảng A | 45.000   |
| 16 tháng 11 năm 2014 | 18:00 | Hà Lan | 6 - 0   | Latvia       | Bảng A | 47.500   |
| 28 tháng 3 năm 2015  | 20:45 | Hà Lan | 1 - 1   | Thổ Nhĩ Kỳ   | Bảng A | 50.000   |
| 3 tháng 9 năm 2015   | 20:45 | Hà Lan | 0 - 1   | Iceland      | Bảng A | 50.275   |
| 13 tháng 10 năm 2015 | 20:45 | Hà Lan | 2 - 3   | Cộng hòa Séc | Bảng A | 48.000   |

### Vòng loại World Cup 2018
| Ngày                 | Giờ   | Đội    | Kết quả | Đội       | Vòng   | Khán giả |
| -------------------- | ----- | ------ | ------- | --------- | ------ | -------- |
| 10 tháng 10 năm 2016 | 20:45 | Hà Lan | 0 - 1   | Pháp      | Bảng A | 50.220   |
| 3 tháng 9 năm 2017   | 18:00 | Hà Lan | 3 - 1   | Bulgaria  | Bảng A | 47.079   |
| 10 tháng 10 năm 2017 | 20:45 | Hà Lan | 2 - 0   | Thụy Điển | Bảng A | 41.244   |

### Vòng loại EURO 2020
| Ngày                 | Giờ   | Đội    | Kết quả | Đội     | Vòng   | Khán giả |
| -------------------- | ----- | ------ | ------- | ------- | ------ | -------- |
| 24 tháng 3 năm 2019  | 20:45 | Hà Lan | 2 - 3   | Đức     | Bảng C | 51.694   |
| 19 tháng 11 năm 2019 | 20:45 | Hà Lan | 5 - 0   | Estonia | Bảng C | 50.386   |

### EURO 2020
Sân vận động Johan Cruyff Arena tổ chức 4 trận đấu tại Euro 2020, bao gồm 3 trận ở vòng bảng và 1 trận ở vòng 16 đội.
| Ngày                | Giờ   | Đội           | Kết quả | Đội      | Vòng        | Khán giả |
| ------------------- | ----- | ------------- | ------- | -------- | ----------- | -------- |
| 13 tháng 6 năm 2021 | 21:00 | Hà Lan        | 3 - 2   | Ukraina  | Bảng C      | 15.837   |
| 17 tháng 6 năm 2021 | 21:00 | Hà Lan        | 2 - 0   | Áo       | Bảng C      | 15.243   |
| 21 tháng 6 năm 2021 | 18:00 | Bắc Macedonia | 0 - 3   | Hà Lan   | Bảng C      | 15.227   |
| 26 tháng 6 năm 2021 | 18:00 | Wales         | 0 - 4   | Đan Mạch | Vòng 16 đội | 14.645   |

### Vòng loại World Cup 2022
| Ngày                | Giờ   | Đội    | Kết quả | Đội        | Vòng   | Khán giả |
| ------------------- | ----- | ------ | ------- | ---------- | ------ | -------- |
| 27 tháng 3 năm 2021 | 18:00 | Hà Lan | 2 - 0   | Latvia     | Bảng G | 5.000    |
| 7 thang 9 năm 2021  | 20:45 | Hà Lan | 6 - 1   | Thổ Nhĩ Kỳ | Bảng G | 31.389   |

### Vòng loại EURO 2024
| Ngày                 | Giờ   | Đội    | Kết quả | Đội              | Vòng   | Khán giả |
| -------------------- | ----- | ------ | ------- | ---------------- | ------ | -------- |
| 13 tháng 10 năm 2023 | 20:45 | Hà Lan | 1 - 2   | Pháp             | Bảng B | 51.310   |
| 18 tháng 11 năm 2023 | 20:45 | Hà Lan | 1 - 0   | Cộng hòa Ireland | Bảng B | 51.811   |

## Chi tiết
Sau cái chết của Rinus Michels vào năm 2005, người hâm mộ Ajax đã cố gắng thuyết phục ban lãnh đạo của sân vận động đổi thương hiệu cho sân vận động. Tại mỗi trận đấu trên sân nhà của Ajax, người hâm mộ mang theo một biểu ngữ lớn có dòng chữ 'Rinus Michels Stadion'. Hội đồng quản trị đã từ chối vào thời điểm đó.

### Bóng bầu dục Mỹ
Sân vận động này cũng là sân nhà của đội bóng bầu dục Mỹ Amsterdam Admirals của NFL Europe, cho đến khi National Football League (NFL) kết thúc giải đấu ở Châu Âu vào tháng 6 năm 2007. Đội đã chơi hơn 50 trận tại sân vận động từ năm 1997 đến năm 2007. World Bowl IX được diễn ra tại Arena vào năm 2001, khi Berlin Thunder đánh bại Barcelona Dragons.

### Kickboxing
Vì kickboxing là môn thể thao chiến đấu phổ biến nhất ở Hà Lan, chương trình khuyến mãi It's Showtime và K-1 đã tổ chức một số ván đấu tại đấu trường. Nhiều ngôi sao lớn nhất của môn thể thao này như Peter Aerts, Semmy Schilt, Badr Hari và Ernesto Hoost đã từng chiến đấu ở đó.

## Sự kiện âm nhạc

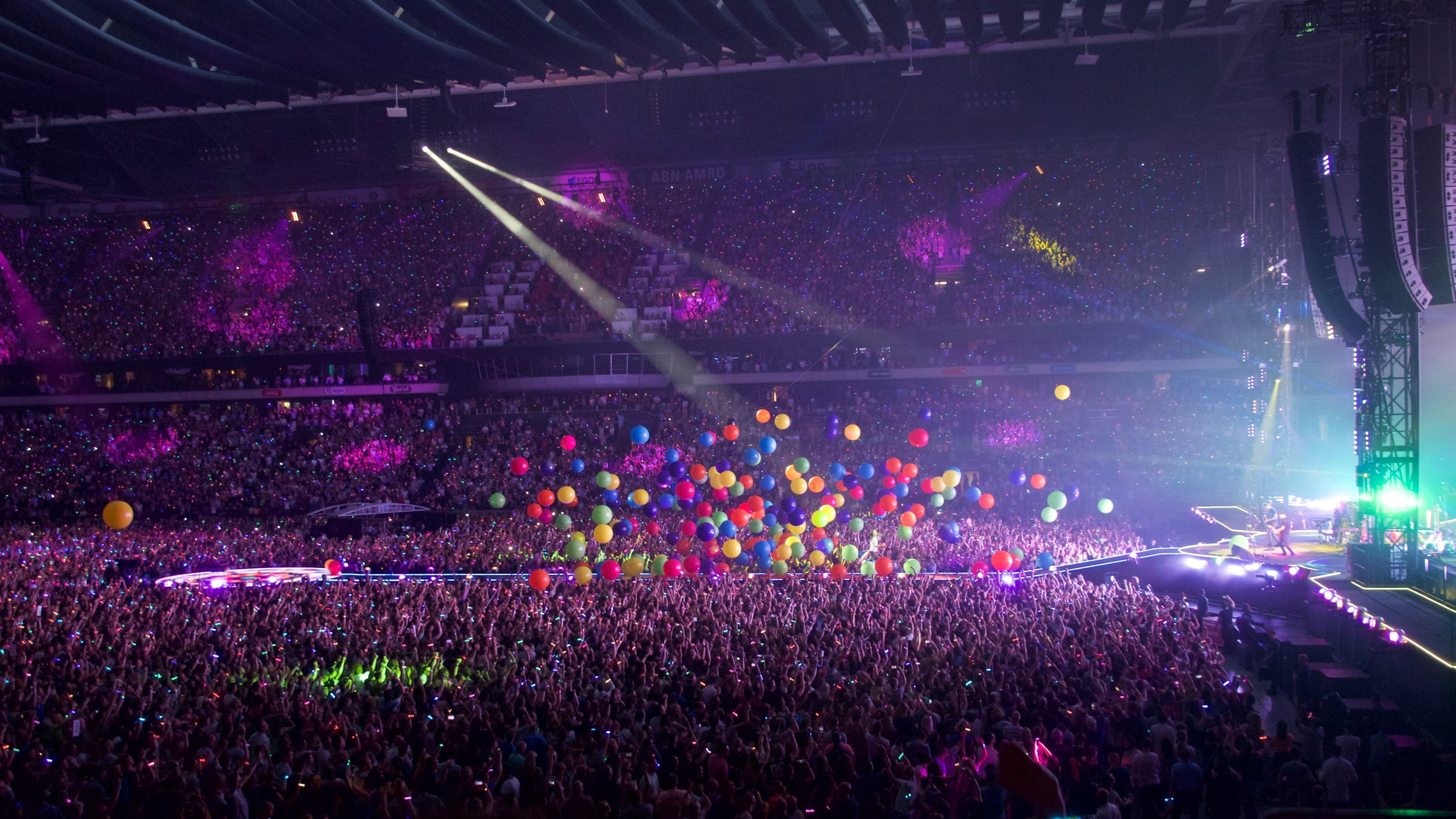
Ban nhạc pop rock Anh Coldplay biểu diễn tại sân vận động trong khuôn khổ chuyến lưu diễn A Head Full of Dreams Tour vào tháng 6 năm 2016.

Mặc dù thường xuyên phàn nàn về âm thanh của Arena, các buổi hòa nhạc thường được tổ chức trong sân vận động.
Tina Turner là người đầu tiên biểu diễn tại đấu trường này trong chuyến lưu diễn Wildest Dreams Tour của cô, với hơn 157.000 người tham dự ba buổi hòa nhạc đã bán hết vé vào ngày 6 đến ngày 8 tháng 9 năm 1996.
Michael Jackson đã biểu diễn tại đấu trường trong chuyến lưu diễn HIStory World Tour của anh trong năm buổi hòa nhạc cháy vé, vào ngày 28, 30 tháng 9; 2 tháng 10 năm 1996 và 8 & 10 tháng 6 năm 1997, với tổng số khán giả là 250.000 người hâm mộ.
The Rolling Stones đã biểu diễn tại sân vận động tám lần: lần đầu tiên, lần thứ hai, lần thứ ba, lần thứ tư và lần thứ năm vào ngày 29 tháng 6 và 1, 2, 5 và 6 tháng 7 năm 1998 trong chuyến lưu diễn Bridges to Babylon Tour, trước 261.277 khán giả. Lần thứ sáu và thứ bảy vào ngày 19 tháng 8 - ngày 22 tháng 9 năm 2003 trong chuyến lưu diễn Licks Tour của họ. Lần thứ tám là vào ngày 31 tháng 7 năm 2006 trong A Bigger Bang của họ.
Backstreet Boys biểu diễn tại sân vận động vào ngày 5 tháng 6 năm 1999 trong Into the Millennium Tour.
Céline Dion thường xuyên biểu diễn tại đấu trường. Lần đầu tiên biểu diễn trước một đám đông cháy vé vào năm 1997 trong chuyến lưu diễn Falling into You: Around the World của cô. Trong chuyến lưu diễn Let's Talk About Love World Tour của mình, cô đã biểu diễn trước 64.652 khán giả. Và gần đây nhất, trong chuyến lưu diễn Taking Chances World Tour năm 2008, cô đã biểu diễn trước 46.969 người.
Bon Jovi đã biểu diễn tại sân vận động bốn lần: lần đầu tiên và lần thứ hai vào ngày 5 và 6 tháng 6 năm 2001 trong One Wild Night Tour của họ. Lần thứ ba vào ngày 3 tháng 6 năm 2003 trong Bounce Tour của họ. Chuyến thứ tư là vào ngày 13 tháng 6 năm 2008 trong chuyến lưu diễn Lost Highway Tour của họ, trước một đám đông đã bán hết vé gồm 34.512 người.
Robbie Williams đã biểu diễn tại địa điểm tám lần: hai lần vào tháng 7 năm 2003 trong khuôn khổ Weekends of Mass Distraction; bốn cuộc hẹn vào tháng 6 năm 2006, trong khuôn khổ chuyến lưu diễn Close Encounters Tour của anh; và vào ngày 13 tháng 7 năm 2013 trong chuyến lưu diễn Take The Crown Stadium Tour. Anh cũng đã biểu diễn vào ngày 18 tháng 7 năm 2011 với tư cách là thành viên của Take That trong chuyến lưu diễn Progress Live của họ.
David Bowie đã biểu diễn một buổi hòa nhạc tại đấu trường trong khuôn khổ chuyến lưu diễn A Reality Tour vào ngày 11 tháng 6 năm 2004.
Genesis biểu diễn tại sân vận động vào ngày 1 tháng 7 năm 2007 trong Turn It On Again: The Tour. Các màn trình diễn "Turn It On Again" và "No Son of Mine" đã được thu âm cho album trực tiếp Live over Europe 2007 của nhóm.
U2 đã biểu diễn tại sân vận động bảy lần: lần đầu tiên, lần thứ hai và lần thứ ba vào các ngày 13, 15 và 16 tháng 7 năm 2005 trong Vertigo Tour của họ, trước tổng số khán giả đã bán hết vé là 165.516 người. Lần thứ tư và thứ năm là vào ngày 20 và 21 tháng 7 năm 2009 trong chuyến lưu diễn U2 360° Tour của họ, trước tổng số khán giả đã bán hết vé là 125.886 người. Buổi biểu diễn thứ sáu và thứ bảy của ban nhạc là cho The Joshua Tree Tour 2017 vào ngày 29 và 30 tháng 7 năm 2017.
Madonna đã biểu diễn ở ba ngày khác nhau, với tất cả vé đã được bán hết. Có hai buổi biểu diễn của Confessions Tour năm 2006 và một buổi biểu diễn của Sticky & Sweet Tour vào năm 2008.
Nhóm nhạc Hà Lan De Toppers đã biểu diễn địa điểm này 42 lần kể từ năm 2005. Không có tiết mục nào khác được biểu diễn thường xuyên tại đấu trường này.
Vào tháng 10 năm 2008, sân vận động là sân nhà của nhóm trẻ em Hà Lan Kinderen voor Kinderen. Đấu trường được chọn vì yêu cầu về chỗ ngồi cho thể thức buổi hòa nhạc mới của nhóm có tên là "Mega Spektakel". Nhóm đã có hai buổi biểu diễn tại sân vận động trong cùng một ngày do lượng người tham dự rất đông, chủ yếu là trẻ em.
AC/DC đã biểu diễn một chương trình vào ngày 23 tháng 6 năm 2009 như một phần của chuyến lưu diễn Black Ice World Tour của họ.
Sân vận động cũng là nơi tổ chức sự kiện khiêu vũ Sensation.
André Rieu và dàn nhạc của anh cùng với khoảng 650 người chơi nhạc cụ bằng đồng đã có một buổi hòa nhạc lớn vào năm 2011.
Muse đã biểu diễn một chương trình vào ngày 4 tháng 6 năm 2013 trong khuôn khổ chuyến lưu diễn The 2nd Law World Tour của họ.
Vào ngày 8 tháng 9 năm 2013, cựu thành viên Pink Floyd, Roger Waters, đã biểu diễn một buổi biểu diễn của The Wall Live Concert Tour của anh.
Vào ngày 24 và 25 tháng 6 năm 2014, nhóm nhạc nam One Direction đã biểu diễn tại đấu trường này như một phần của chuyến lưu diễn Where We Are Tour của họ.
Rihanna đã biểu diễn tại địa điểm này như một phần của Anti World Tour của cô vào ngày 17 tháng 6 năm 2016.
Coldplay đã biểu diễn 2 buổi hòa nhạc vào ngày 23 tháng 6 năm 2016 và ngày 24 tháng 6 năm 2016 trong khuôn khổ chuyến lưu diễn A Head Full of Dreams Tour của họ.
Beyoncé đã biểu diễn tại địa điểm này vào ngày 16 tháng 7 năm 2016 trong khuôn khổ chuyến lưu diễn Formation World Tour của cô. Buổi biểu diễn đã bán hết vé trong vòng 20 phút.
Armin van Buuren đã biểu diễn tại địa điểm hai lần vào tháng 5 năm 2017 trong khuôn khổ chuyến lưu diễn vòng quanh thế giới Best of Armin Only của anh để kỷ niệm 20 năm hoạt động âm nhạc. Anh là DJ Solo đầu tiên làm như vậy.
Beyoncé & Jay-Z đã biểu diễn tại địa điểm này vào ngày 19 & 20 tháng 6 năm 2018 trong khuôn khổ chuyến lưu diễn OTR II của họ. Buổi biểu diễn thứ hai đã được thêm vào do buổi đầu tiên bán hết trong vòng một giờ.
Đấu trường đã được liệt kê là một địa điểm tiềm năng trong nỗ lực của Amsterdam để tổ chức Cuộc thi ca khúc truyền hình châu Âu lần thứ 65. Tuy nhiên, thành phố sau đó đã rút lại giá thầu do các địa điểm, bao gồm cả Johan Cruyff Arena, đã được đặt hết.